# Tsjaoenlag

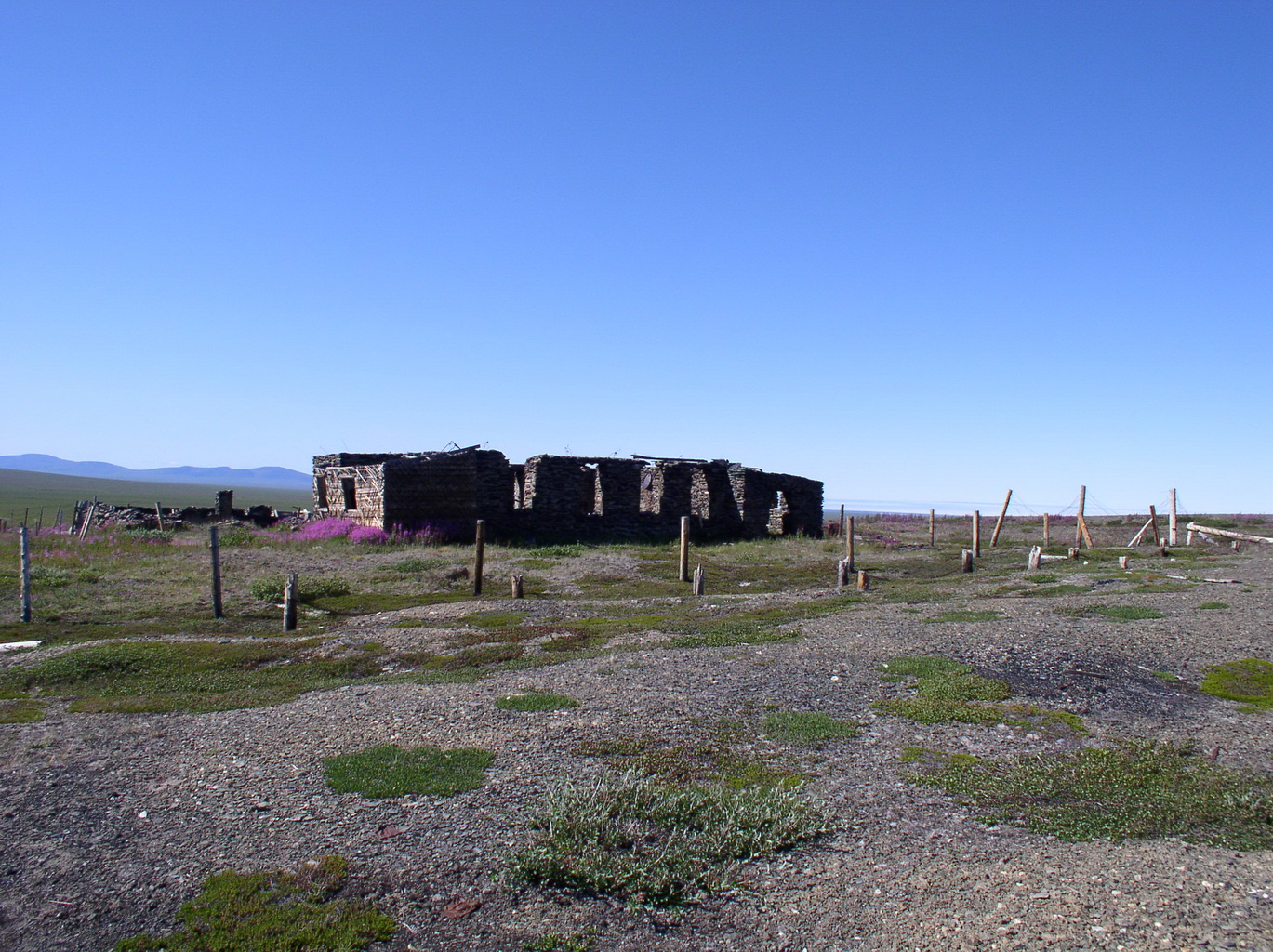
Overblijfselen van het kamp

De Tsjaoenlag (Russisch: Чаунлаг), volledige naam Tsjaoenski ispravitelno-troedovoj lager (Чаунский исправительно-трудовой лагерь), was een hervormingswerkkamp (ITL) van de Dalstroj, waarvan het bestuur waarschijnlijk was gevestigd in de plaats Pevek in de Sovjet-Russische oblast Magadan (nu Tsjoekotka). Het kampsysteem werd gevestigd in 1951 en opgeheven in 1953, het jaar dat Stalin overleed. Tijdens deze periode zijn twee registraties van het aantal gevangenen bekend; op 1 september 1951 bedroeg het aantal gevangenen 10.941 en op 19 juni 1952 7.274.
De Tsjaoenlag omvatte de kampen (lagpoenkty) Severny ("noord"), Vostotsjny ("oost") en Zapadny ("west") in het Sjelagskigebergte op ongeveer 80 kilometer ten oosten van Pevek. Met name Severny en Zapadny waren grote kampen. De gevangenen werden ingezet bij de winning van tin en uranium in de mijnen, in de bosbouw en bij het aanleggen van een weg. Uit grote begraafplaatsen bij Zapadny en Severny blijkt dat vele gevangenen het kampsysteem niet overleefden. De kampen lijken nadien overhaast te zijn verlaten en zijn relatief intact gebleven.
Tot 'Postbus 14' (Упр. п/я 14) waartoe Tsjaoenlag werd gerekend, behoorden een jaar eerder (1950) ook het beruchte kamp Boetoegytsjag, het kamp Nelkoba en een kamp aan de monding van de Ochotnik (nu in district Tenkinski van de oblast Magadan), die echter niet onder de Tsjaoenlag worden gerekend.